# Instituto Homeopático y Hospital de San José
El Instituto Homeopático y Hospital de San José es el primer hospital de España dedicado a la homeopatía. Está situado en el número 3 de la calle de Eloy Gonzalo en Madrid. Fue construido entre 1874 y 1878 bajo la dirección del arquitecto José Segundo de Lema, convirtiéndose en el primer edificio moderno del distrito de Chamberí de arquitectura neogótica. La planta tiene forma de U (cuerpo central con dos pabellones laterales), con cuatro enfermerías y una estancia cubierta para convalecientes. Tiene 3.835 metros cuadrados y fue declarado Bien de Interés Cultural de la Comunidad de Madrid por Decreto de 30 de enero de 1997.

## Historia
La Sociedad Hahnemanniana Matritense fundada el 28 de octubre de 1845 por un grupo de médicos homeópatas decidió impulsar una suscripción popular para la construcción de un hospital donde practicar y enseñar la homeopatía. Se recaudaron 433.877 reales, cantidad insuficiente para el proyecto. El 26 de mayo de 1873 comienzan las obras, que debieron pararse varias veces por la falta de fondos. Ante ello el doctor José Núñez y Pernía, Marqués de Núñez y fundador de la sociedad, fue cubriendo los gastos adicionales hasta la total construcción del Hospital. El coste total ascendió a unos 991.712 reales.
El hospital fue inaugurado el 2 de febrero de 1878, siendo el primer edificio moderno del barrio de Chamberí. El 4 de abril se creó la Fundación Instituto Homeopático y Hospital San José, a la que se incorporó el hospital, dotándose con una suscripción complementaria de 750.000 de pesetas de deuda perpetua, destinada a cubrir posibles descubiertos financieros. Esta decisión provocó fuertes discusiones en la Sociedad, que dieron lugar a pleitos hasta casi finales del siglo XX. El 12 de noviembre comenzó la actividad académica del instituto.
Isabel de Borbón y Borbón, princesa de Asturias, lo visitó en octubre de 1879 en compañía de María Soledad Torres Acosta, superiora de las Siervas de María Ministras de los Enfermos, dónde se le ofreció la Presidencia de Honor de la Junta Protectora del Hospital, cargo que aceptó, encargándose además del coste anual de una cama de adulto del hospital. Las Siervas de María se hicieron cargo de la atención de los enfermos hasta el 12 de marzo de 1888 hasta que fueron sustituidas por las Hijas de la Caridad.
El 10 de noviembre de 1879 falleció Núñez, su funeral se ofició en el hospital y fue enterrado en el jardín, dónde permaneció hasta 1994 cuando se trasladó a la capilla. Al sepelio acudieron personalidades como Antonio Cánovas del Castillo.
El hospital y su consulta de beneficencia se hicieron populares en el barrio, donde se le conoció como el Hospitalillo de la Habana (nombre de la calle en aquel momento). El 9 de febrero de 1892, la fundación es clasificada por real orden como de Beneficencia Particular, lo que la ponía bajo control del Ministerio de Sanidad del momento. Entre 1926 y 1936, Joaquín Núñez Grimaldos, Marqués de los Salados, potenció las actividades de la institución y la reconstrucción del Consultorio homeopático y modernización del edificio.
Durante la Guerra civil española el hospital fue desalojado y utilizado como hospital de sangre y para la preparar comidas para los vecinos de Madrid. Con la llegada de Francisco Franco al poder, sirvió de alojamiento a una bandera de Falange Española y a una unidad de tropas moras. A partir de mayo de 1939 regresa a la actividad médica, pero tuvieron que buscar el instrumental médico perdido, recurriendo incluso a anuncios en el diario Ya. 
Desde 1970 se enfocó más a la residencia por la falta de medios dejando de lado la parte de formación e incluso el mantenimiento del edificio. Esto obligó en 1980 al cierre del edificio principal, y el traslado de las ancianas allí alojadas a una residencia de las Hijas de la Caridad en Buitrago del Lozoya, mientras se adaptaba el vecino edificio de Eloy Gonzalo, 5, propiedad de la Fundación, para acogerlas. Fueron años de decadencia por el deterioro del edificio que culminó con el derribo del Consultorio. El Ayuntamiento de Madrid realizó obras en acción sustitutoria que permitieron la conservación del forjado principal, mientras la fundación buscaba fondos para repararlo. Se siguieron celebrando actividades en las salas mejor conservadas. Su declaración como Bien de Interés Cultural con categoría de Monumento en 1997 impulsó a la Comunidad de Madrid a hacerse cargo de su reconstrucción. En 1998 se convocó al concurso de obras y en diciembre de 2004 se firmó un convenio con la Fundación; en 2008 culminaron las obras de reconstrucción, coincidiendo con el 125 aniversario del edificio.
Desde 2005 se encuentra en litigio judicial para determinar su propiedad, el edificio no se ha podido poner a la venta, a pesar de que algunas empresas inmobiliarias y el Colegio Oficial de Arquitectos de Madrid (COAM) han demostrado interés en adquirirlo, y algunos miembros del gobierno madrileño, insisten en que se incorpore al patrimonio público de la ciudad.
En 2007 deja de funcionar como hospital y se centra en la formación médica. El Hospital posee un importante fondo bibliográfico sobre homeopatía, y en sus instalaciones se encuentra una farmacia homeopática y un espacio destinado al Museo Homeopático.
En 2023 comienza a funcionar como institución educativa. Se instala un colegio norteamericano, el cual puede que cierre a los pocos meses de ser abierto por falta de las preceptivas licencias.

## Galería

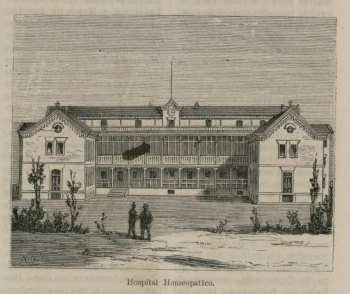
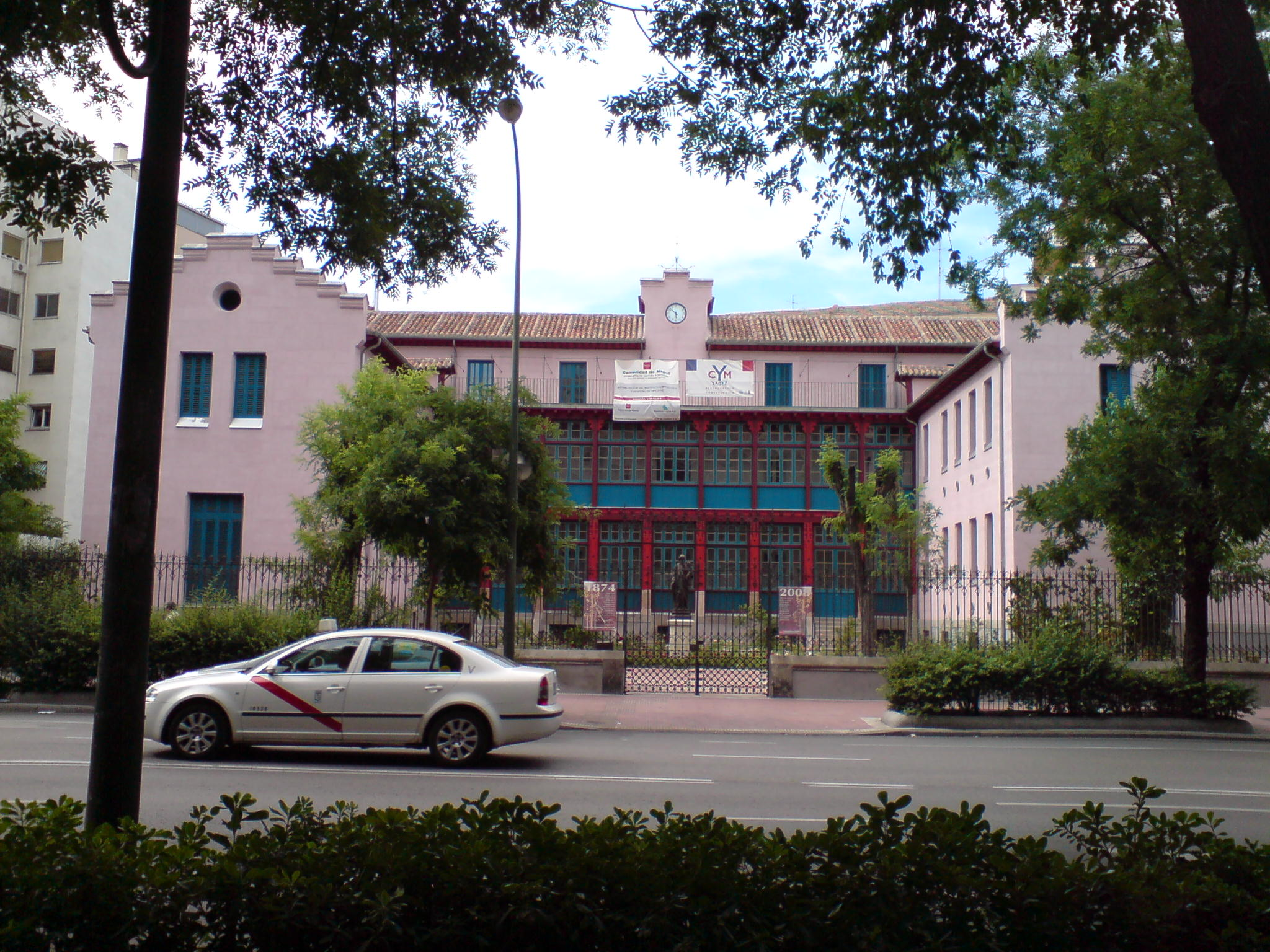
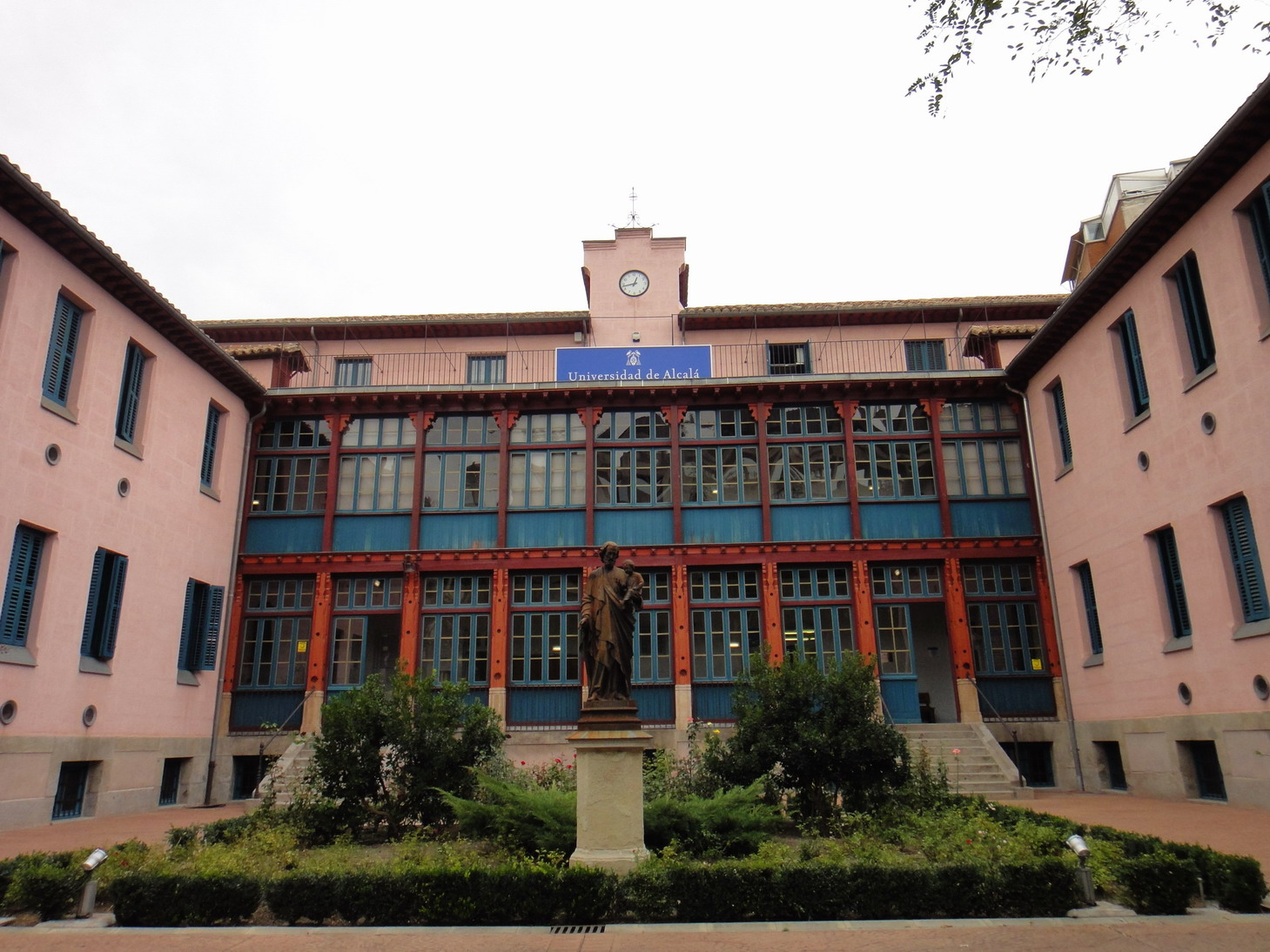
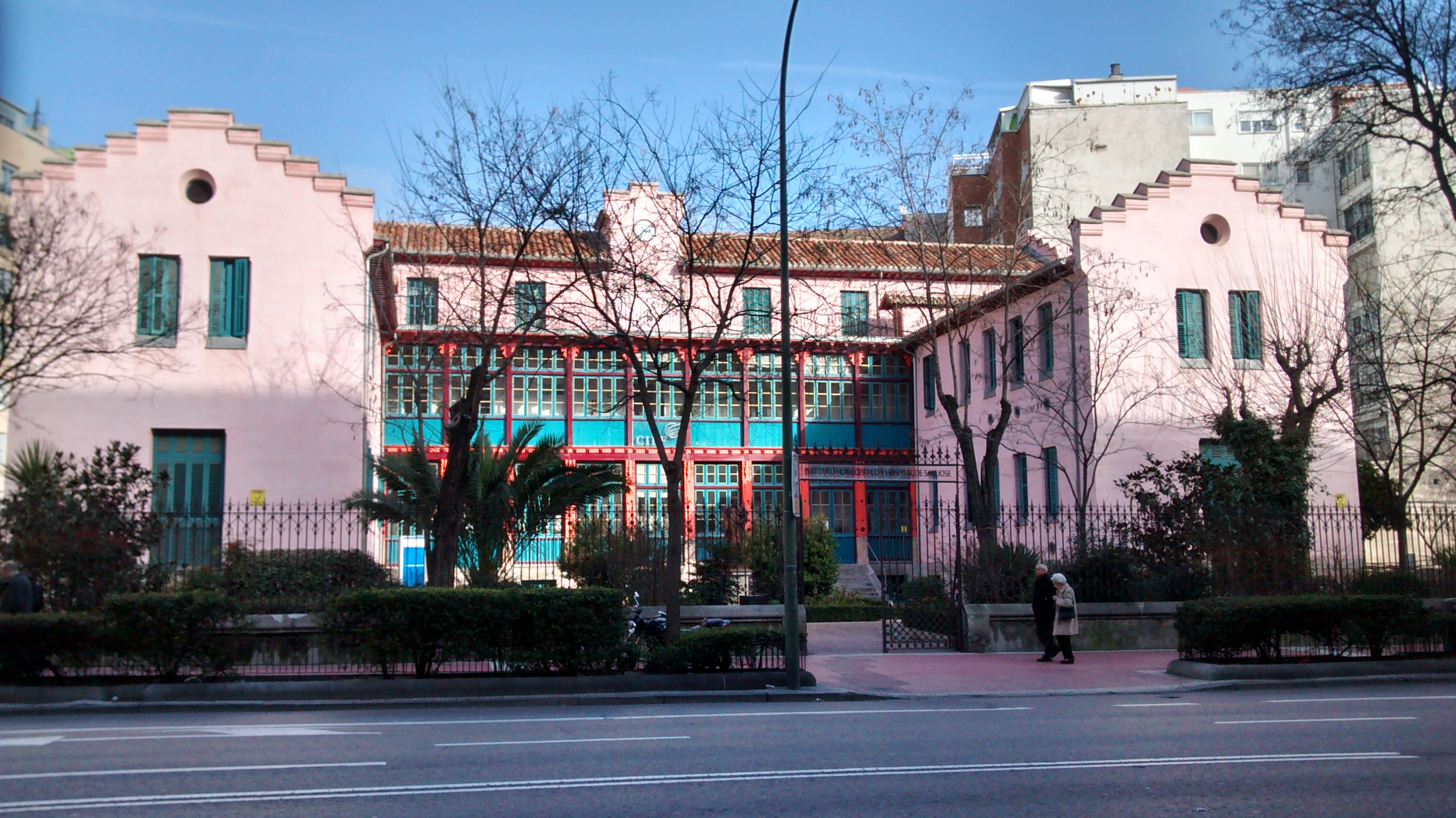
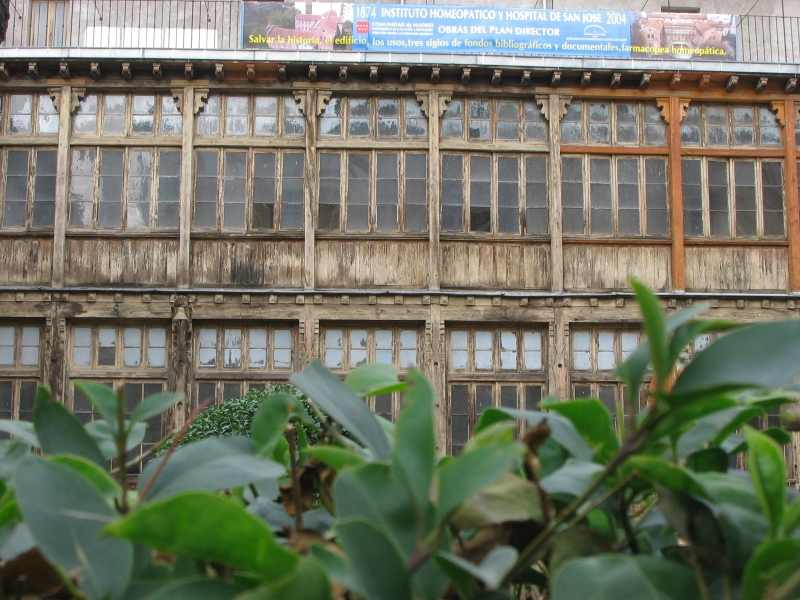
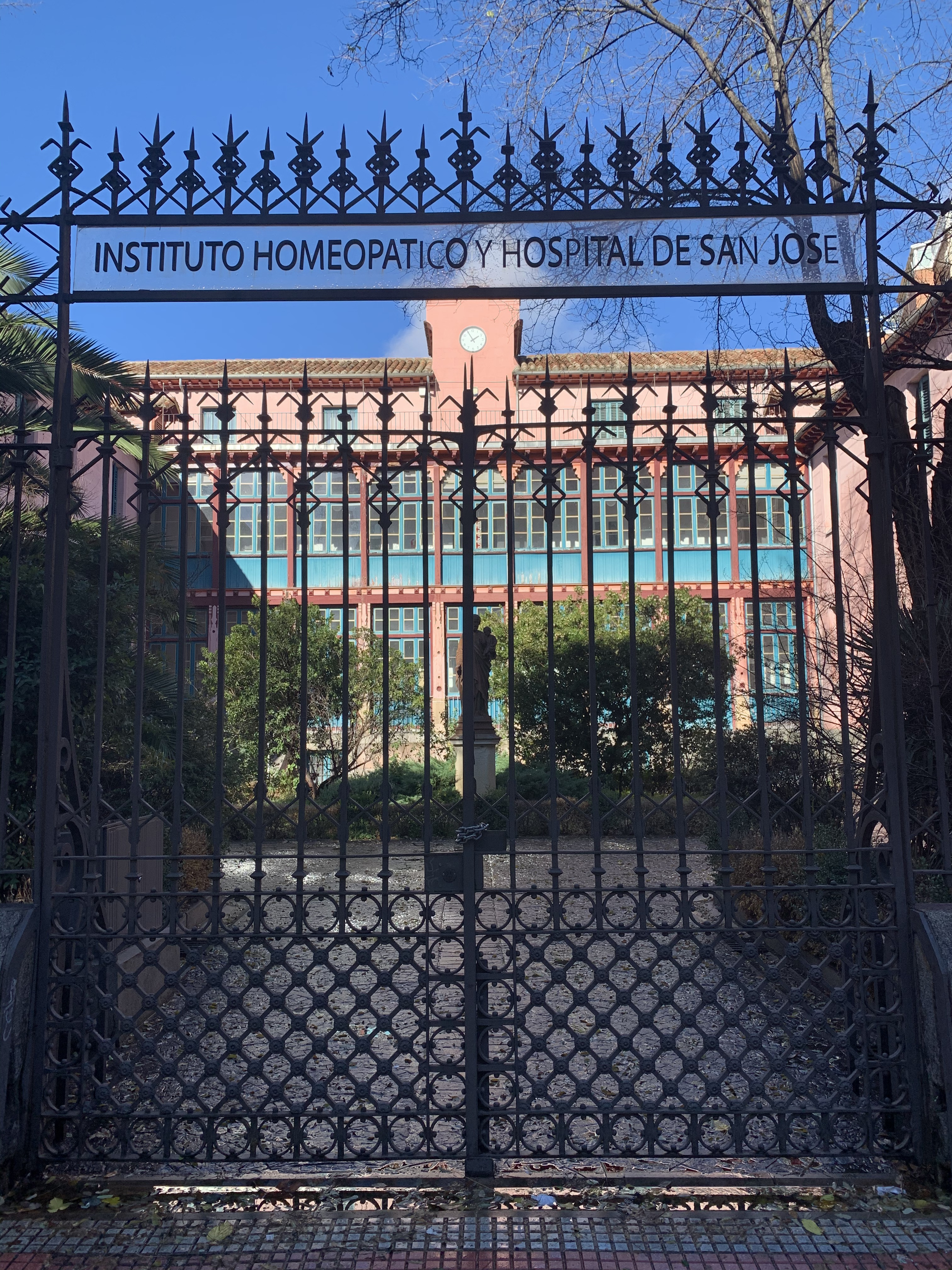
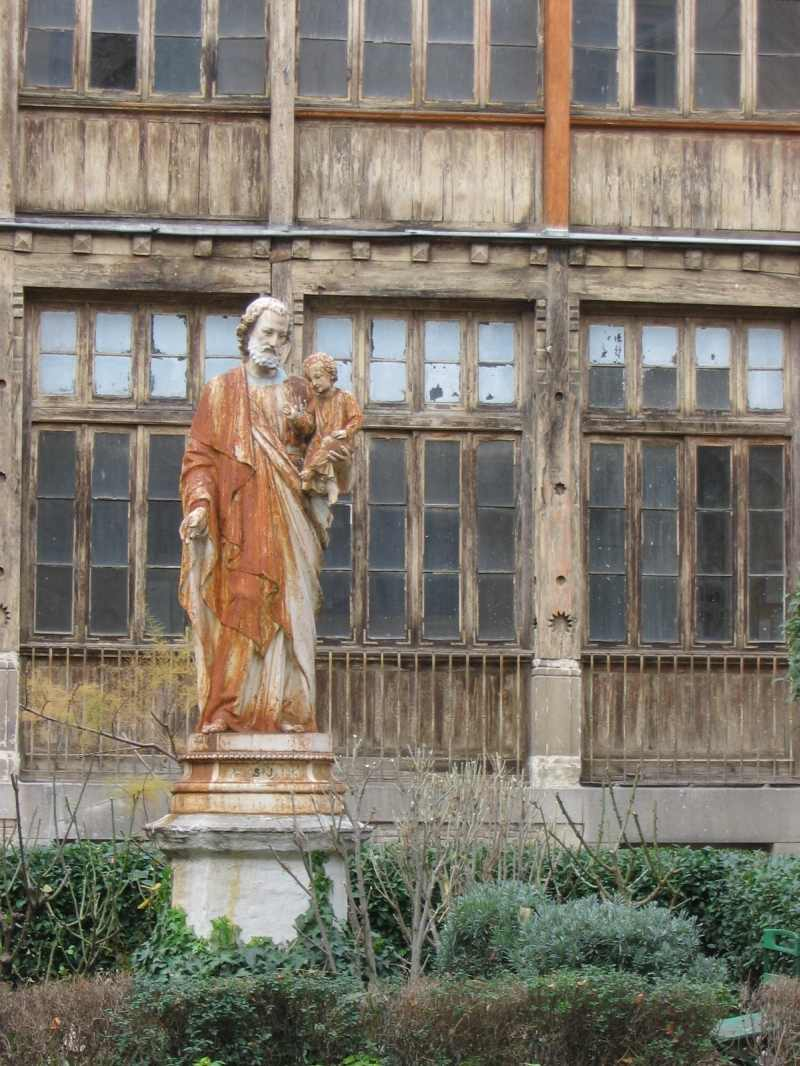
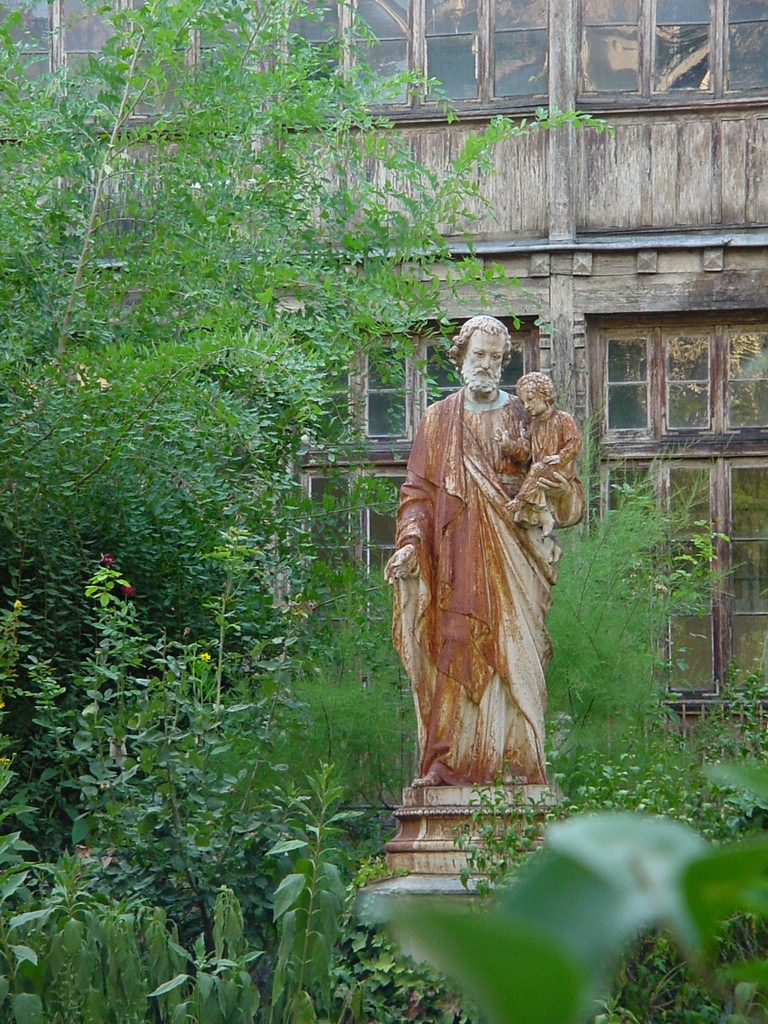
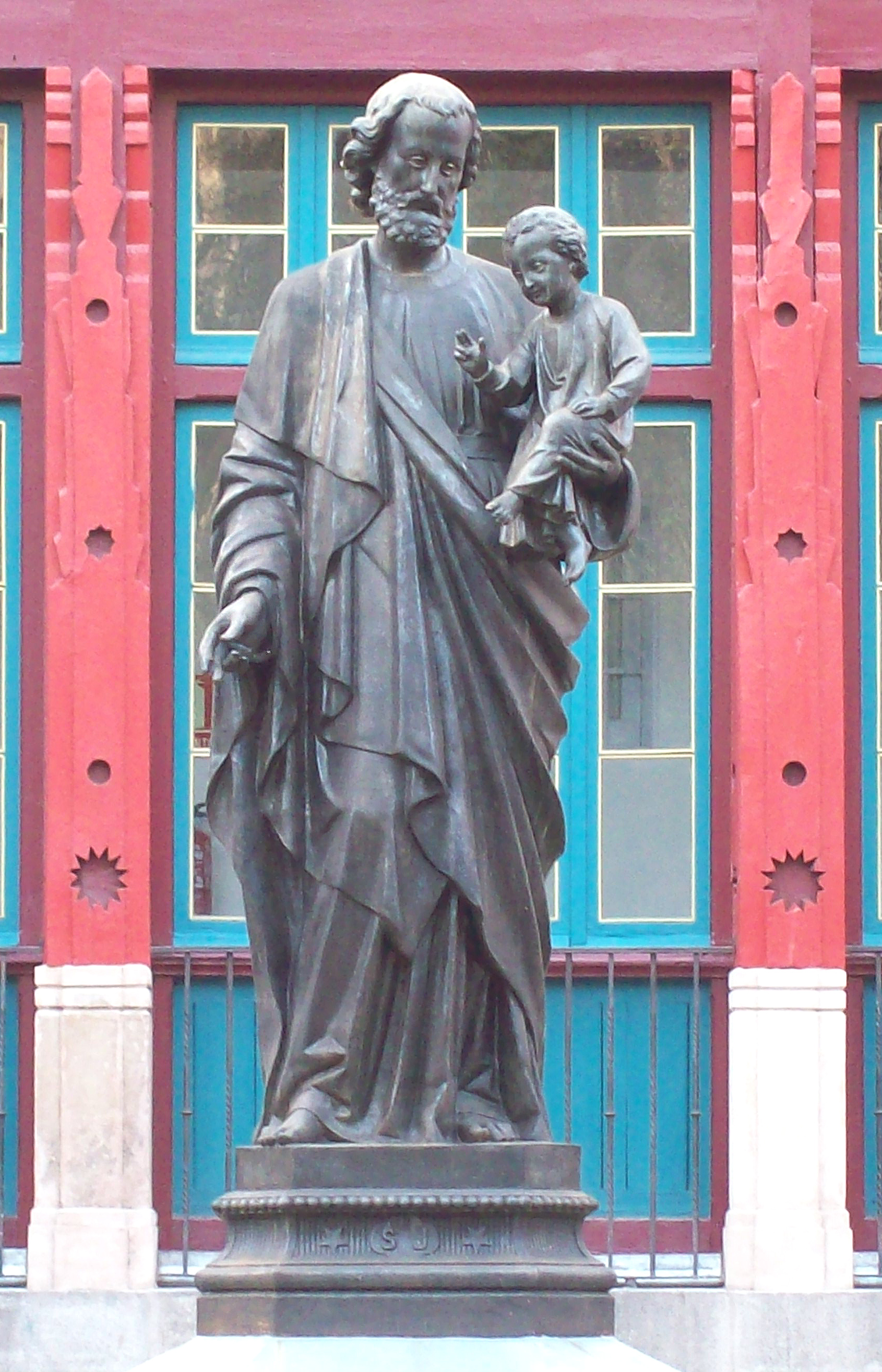